# Vòng loại giải vô địch bóng đá châu Âu 2020 (Bảng E)
Bảng E của vòng loại giải vô địch bóng đá châu Âu 2020 là một trong mười bảng để quyết định đội nào sẽ vượt qua vòng loại cho vòng chung kết giải vô địch bóng đá châu Âu 2020. Bảng E bao gồm năm đội: Azerbaijan, Croatia, Hungary, Slovakia và Wales, nơi các đội tuyển này sẽ thi đấu với nhau mỗi trận khác trên sân nhà và sân khách trong một thể thức trận đấu vòng tròn.
Hai đội đứng đầu sẽ vượt qua vòng loại trực tiếp cho trận chung kết. Không giống như các lần trước, các đội tham gia vòng play-off sẽ không được quyết định dựa trên kết quả từ vòng bảng vòng loại, nhưng thay vào đó dựa trên thành tích của họ trong giải vô địch bóng đá các quốc gia châu Âu 2018-19.

## Bảng xếp hạng
| VT | Đội        | ST | T | H | B | BT | BB | HS  | Đ  | Giành quyền tham dự                                   |  | Croatia | Wales | Slovakia | Hungary | Azerbaijan |
| -- | ---------- | -- | - | - | - | -- | -- | --- | -- | ----------------------------------------------------- |  | ------- | ----- | -------- | ------- | ---------- |
| 1  | Croatia    | 8  | 5 | 2 | 1 | 17 | 7  | +10 | 17 | Vượt qua vòng loại cho vòng chung kết                 |  | —       | 2–1   | 3–1      | 3–0     | 2–1        |
| 2  | Wales      | 8  | 4 | 2 | 2 | 10 | 6  | +4  | 14 | Vượt qua vòng loại cho vòng chung kết                 |  | 1–1     | —     | 1–0      | 2–0     | 2–1        |
| 3  | Slovakia   | 8  | 4 | 1 | 3 | 13 | 11 | +2  | 13 | Giành quyền vào vòng play-off dựa theo Nations League |  | 0–4     | 1–1   | —        | 2–0     | 2–0        |
| 4  | Hungary    | 8  | 4 | 0 | 4 | 8  | 11 | −3  | 12 | Giành quyền vào vòng play-off dựa theo Nations League |  | 2–1     | 1–0   | 1–2      | —       | 1–0        |
| 5  | Azerbaijan | 8  | 0 | 1 | 7 | 5  | 18 | −13 | 1  |                                                       |  | 1–1     | 0–2   | 1–5      | 1–3     | —          |

## Các trận đấu
Lịch thi đấu đã được phát hành bởi UEFA cùng ngày với lễ bốc thăm, đã được tổ chức vào ngày 2 tháng 12 năm 2018 tại Dublin. Thời gian là CET/CEST, như được liệt kê bởi UEFA (giờ địa phương, nếu khác nhau, nằm trong dấu ngoặc đơn).
| Croatia                      | 2–1      | Azerbaijan      |
| ---------------------------- | -------- | --------------- |
| - Barišić 44' - Kramarić 79' | Chi tiết | - Sheydayev 19' |

| Slovakia                | 2–0      | Hungary |
| ----------------------- | -------- | ------- |
| - Duda 42' - Rusnák 85' | Chi tiết |         |

| Wales      | 1–0      | Slovakia |
| ---------- | -------- | -------- |
| - James 5' | Chi tiết |          |

| Hungary                   | 2–1      | Croatia     |
| ------------------------- | -------- | ----------- |
| - Szalai 34' - Pátkai 76' | Chi tiết | - Rebić 13' |

| Croatia                                | 2–1      | Wales        |
| -------------------------------------- | -------- | ------------ |
| - J. Lawrence 17' (l.n.) - Perišić 48' | Chi tiết | - Brooks 77' |

| Azerbaijan   | 1–3      | Hungary                       |
| ------------ | -------- | ----------------------------- |
| - Emreli 69' | Chi tiết | - Orban 18', 53' - Holman 71' |

| Azerbaijan      | 1–5      | Slovakia                                                |
| --------------- | -------- | ------------------------------------------------------- |
| - Sheydayev 29' | Chi tiết | - Lobotka 8' - Kucka 27' - Hamšík 30', 57' - Hancko 85' |

| Hungary      | 1–0      | Wales |
| ------------ | -------- | ----- |
| - Pátkai 80' | Chi tiết |       |

| Slovakia | 0–4      | Croatia                                                |
| -------- | -------- | ------------------------------------------------------ |
|          | Chi tiết | - Vlašić 45' - Perišić 47' - Petković 72' - Lovren 89' |

| Wales                            | 2–1      | Azerbaijan   |
| -------------------------------- | -------- | ------------ |
| - Pashayev 26' (l.n.) - Bale 84' | Chi tiết | - Emreli 59' |

| Azerbaijan       | 1–1      | Croatia              |
| ---------------- | -------- | -------------------- |
| - Khalilzade 72' | Chi tiết | - Modrić 11' (ph.đ.) |

| Hungary          | 1–2      | Slovakia                |
| ---------------- | -------- | ----------------------- |
| - Szoboszlai 50' | Chi tiết | - Mak 40' - Boženík 56' |

| Croatia                         | 3–0      | Hungary |
| ------------------------------- | -------- | ------- |
| - Modrić 5' - Petković 24', 42' | Chi tiết |         |

| Slovakia    | 1–1      | Wales       |
| ----------- | -------- | ----------- |
| - Kucka 53' | Chi tiết | - Moore 25' |

| Hungary      | 1–0      | Azerbaijan |
| ------------ | -------- | ---------- |
| - Korhut 10' | Chi tiết |            |

| Wales        | 1–1      | Croatia     |
| ------------ | -------- | ----------- |
| - Bale 45+3' | Chi tiết | - Vlašić 9' |

| Azerbaijan | 0–2      | Wales                    |
| ---------- | -------- | ------------------------ |
|            | Chi tiết | - Moore 10' - Wilson 34' |

| Croatia                                   | 3–1      | Slovakia      |
| ----------------------------------------- | -------- | ------------- |
| - Vlašić 56' - Petković 60' - Perišić 74' | Chi tiết | - Boženík 32' |

| Slovakia                   | 2–0      | Azerbaijan |
| -------------------------- | -------- | ---------- |
| - Boženík 19' - Hamšík 86' | Chi tiết |            |

| Wales             | 2–0      | Hungary |
| ----------------- | -------- | ------- |
| - Ramsey 15', 47' | Chi tiết |         |

## Cầu thủ ghi bàn
Đã có 53 bàn thắng ghi được trong 20 trận đấu, trung bình 2.65 bàn thắng mỗi trận đấu.
4 bàn thắng
- Bruno Petković

3 bàn thắng
- Ivan Perišić
- Nikola Vlašić
- Róbert Boženík
- Marek Hamšík

2 bàn thắng
- Mahir Emreli
- Ramil Sheydayev
- Luka Modrić
- Will Orban
- Máté Pátkai
- Juraj Kucka
- Gareth Bale
- Kieffer Moore
- Aaron Ramsey

1 bàn thắng
- Tamkin Khalilzade
- Borna Barišić
- Andrej Kramarić
- Dejan Lovren
- Ante Rebić
- Dávid Holman
- Mihály Korhut
- Ádám Szalai
- Dominik Szoboszlai
- Ondrej Duda
- Dávid Hancko
- Stanislav Lobotka
- Róbert Mak
- Albert Rusnák
- David Brooks
- Daniel James
- Harry Wilson

1 bàn phản lưới nhà
- Pavel Pashayev (trong trận gặp Wales)
- James Lawrence (trong trận gặp Croatia)

## Kỷ luật
Một cầu thủ sẽ bị đình chỉ tự động trong trận đấu tiếp theo cho các hành vi phạm lỗi sau đây:
- Nhận thẻ đỏ (treo thẻ đỏ có thể được gia hạn đối với các hành vi phạm lỗi nghiêm trọng)
- Nhận ba thẻ vàng trong ba trận đấu khác nhau, cũng như sau thẻ thứ năm và bất kỳ thẻ vàng tiếp theo nào (việc treo thẻ vàng được chuyển tiếp đến vòng play-off, nhưng không phải là trận chung kết hoặc bất kỳ trận đấu quốc tế nào khác trong tương lai)

Các đình chỉ sau đây đã (hoặc sẽ) được phục vụ trong các trận đấu vòng loại:
| Đội tuyển  | Cầu thủ             | Thẻ phạt                                                                                                | Bị đình chỉ cho các trận đấu        |
| ---------- | ------------------- | --- | ----------------------------------- |
| Azerbaijan | Anton Krivotsyuk    | v Slovakia (11 tháng 6 năm 2019) · v Wales (6 tháng 9 năm 2019) · v Croatia (9 tháng 9 năm 2019)        | v Hungary (13 tháng 10 năm 2019)    |
| Azerbaijan | Maksim Medvedev     | v Croatia (21 tháng 3 năm 2019) · v Hungary (8 tháng 6 năm 2019) · v Croatia (9 tháng 9 năm 2019)       | v Hungary (13 tháng 10 năm 2019)    |
| Azerbaijan | Dimitrij Nazarov    | v Hungary (8 tháng 6 năm 2019) · v Wales (6 tháng 9 năm 2019) · v Croatia (9 tháng 9 năm 2019)          | v Hungary (13 tháng 10 năm 2019)    |
| Croatia    | Marcelo Brozović    | v Wales (8 tháng 6 năm 2019) · v Azerbaijan (9 tháng 9 năm 2019) · v Hungary (10 tháng 10 năm 2019)     | v Wales (13 tháng 10 năm 2019)      |
| Croatia    | Dejan Lovren        | Hành vi xúc phạm với Tây Ban Nha trong UEFA Nations League 2018–19 (15 tháng 11 năm 2018)               | v Azerbaijan (21 tháng 3 năm 2019)  |
| Croatia    | Dejan Lovren        | v Hungary (24 tháng 3 năm 2019) · v Wales (8 tháng 6 năm 2019) · v Wales (13 tháng 10 năm 2019)         | v Slovakia (16 tháng 11 năm 2019)   |
| Croatia    | Domagoj Vida        | v Wales (8 tháng 6 năm 2019) · v Hungary (10 tháng 10 năm 2019) · v Wales (13 tháng 10 năm 2019)        | v Slovakia (16 tháng 11 năm 2019)   |
| Hungary    | Botond Baráth       | v Slovakia (9 tháng 9 năm 2019)                                                                         | v Wales (10 tháng 10 năm 2019)      |
| Hungary    | Ádám Nagy           | v Slovakia (21 tháng 3 năm 2019) · v Wales (11 tháng 6 năm 2019) · v Slovakia (9 tháng 9 năm 2019)      | v Wales (10 tháng 10 năm 2019)      |
| Hungary    | László Kleinheisler | v Croatia (10 tháng 10 năm 2019)                                                                        | v Azerbaijan (13 tháng 10 năm 2019) |
| Hungary    | Mihály Korhut       | v Slovakia (21 tháng 3 năm 2019) · v Wales (11 tháng 6 năm 2019) · v Azerbaijan (13 tháng 10 năm 2019)  | v Wales (19 tháng 11 năm 2019)      |
| Slovakia   | Norbert Gyömbér     | v Wales (10 tháng 10 năm 2019)                                                                          | v Croatia (16 tháng 11 năm 2019)    |
| Slovakia   | Róbert Mak          | v Croatia (16 tháng 11 năm 2019)                                                                        | v Azerbaijan (19 tháng 11 năm 2019) |
| Slovakia   | Denis Vavro         | v Hungary (21 tháng 3 năm 2019) · v Wales (24 tháng 3 năm 2019) · v Hungary (9 tháng 9 năm 2019)        | v Croatia (10 tháng 10 năm 2019)    |
| Wales      | Joe Allen           | v Slovakia (24 tháng 3 năm 2019) · v Azerbaijan (6 tháng 9 năm 2019) · v Croatia (13 tháng 10 năm 2019) | v Azerbaijan (16 tháng 11 năm 2019) |